# Ngemplak Lor
Ngemplak Lor is een bestuurslaag in het regentschap Pati van de provincie Midden-Java, Indonesië. Ngemplak Lor telt 1829 inwoners (volkstelling 2010).